# ロシア語キー配列
ロシア語キー配列（ロシアごキーはいれつ）は、パソコンおよびタイプライターでのロシア語入力のキー配列。文字の並び順にちなんで、ЙЦУКЕН配列またはJCUKEN配列とも呼ばれる。

## キー配列

ロシア語キー配列コンピュータ Русская

ロシア語キー配列タイプライター Русская (машинопись)

コンピュータの配列とタイプライターの配列は、ロシア文字においてはЁ ё 以外では共通している。
また、タイプライターの配列をコンピュータに使用することも可能である。

## ラテン文字のキー配列

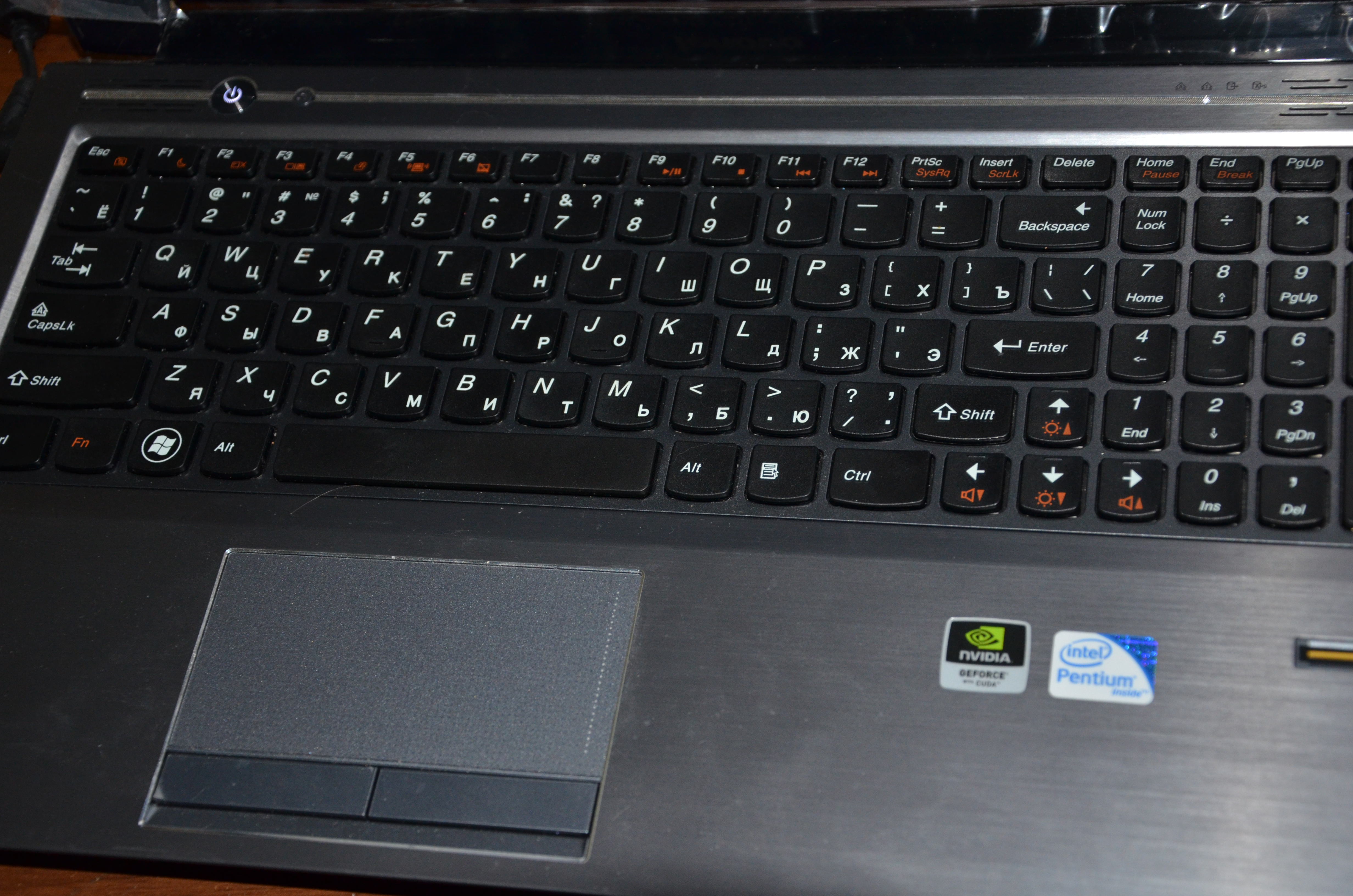
ロシア語キーボードを搭載したノートPC。キリル文字はЙЦУКЕН配列だが、ラテン文字はQWERTY配列になっている。

ソビエト連邦時代に作られたコンピュータでは、ラテン文字もJCUKEN配列となっており、キリル文字の発音に概ね対応したキー配列となっていた。

現在のロシア語キーボードは、キリル文字はЙЦУКЕН配列でラテン文字はQWERTY配列という形が一般的であり、実際の発音とはまったく一致しない配列となっている。

## 20世紀初頭のタイプライター配列

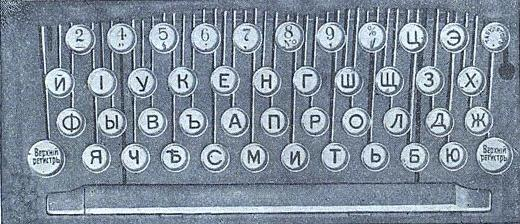
1907年頃のロシア語タイプライター

ロシア革命直後の1918年にロシア文字改革があり、І（і）とѢ（ѣ）の2つの文字が削られた。そのため、改革以前のタイプライターの配置は現在と比べて以下のような違いがある。 
- І（і）が、Ц（ц）のところにあった。
- Ѣ（ѣ）が、С（с）のところにあった。
- С（с）、М（м）、И（и）、Т（т）、Ь（ь）、Б（б）、Ю（ю）が、現在の配列より、ひとつ右に位置していた。
- Ц（ц）が、QWERTY配列で0（ゼロ）のところにあり、Э（э）はその右隣にあった。

## ロシア語以外のキリル文字のキー配列
キリル文字を使用する諸言語においてもJCUKEN配列を基礎とした配列を採用している。Windowsがサポートしているキー配列は、ベラルーシ語、ウクライナ語、モンゴル語(Windows 95から採用)、アゼルバイジャン語、カザフスタン語、キルギス語、ウズベキスタン語(Windows XPから採用)、バシキール語、タジキスタン語(Windows Vistaから採用)、サハ語(Windows 7から採用)である。
JCUKEN配列を基礎としないキリル語のキー配列としては、タタール語、セルビア語、マケドニア語、ブルガリア語が挙げられる。

### ベラルーシ語
Ўがロシア語キー配列におけるЩの位置にあり、JCUKEN配列としては唯一Иの入力キーがなく、Ъの入力キーもないことが特徴である。

### ウクライナ語
Іの位置にЫ、Єの位置にЭ、Ъの位置にЇが配置されているほか、Ґの入力キーが用意されている。

### モンゴル語
JCUKEN配列を基礎とするが、FCUZHENとも呼ばれる。モンゴル語のキー配列はロシア語と大きく異なる。

### アゼルバイジャン語
JCUKEN配列を基礎とするが、JÜUKEN配列とも呼ばれる。JCUKEN配列のキー配列としては唯一Йが配置されていないほか、Ҹ、Һ、Ҝ、Јが独自に配置される。
Яの位置にӘ、Юの位置にӨ、Ьの位置にҒ、Ъの位置にҸ、Цの位置にҮ、Щの位置にҺが配置されている。

### キルギス語
ロシア語キー配列を基礎として作られているが、キルギス語に特有の文字はAltキーを押下することによって入力できる。

### ウズベク語
Ўがロシア語キー配列におけるЩの位置にあり、ベラルーシ語の配列に似ているが、Ыの位置にҚが配置されているほか、Ғ、Ҳが独自に配置されている。

### タジク語
JCUKEN配列を基礎とするが、YQUKEN配列とも呼ばれる。Цの位置にҚ、Ыの位置にҶ、Ьの位置にӢが配置され、Ҳ、Ӯ、Ғのキーも独自に用意されている。

### タタール語
タタール語の表記として稀にキリル文字が使われるが、JCUKEN配列と配列が異なることから、YÖUKENと呼ばれる。また、カルムイク語、トルクメン語においても同様の配列が使われる。